# Hegetotheria
Los hegetoterios (Hegetotheria) son un suborden extinto de mamíferos placentarios del orden Notoungulata, perteneciente al clado Meridiungulata, también extinto y que incluye los ungulados sudamericanos. Eran animales herbívoros de pequeño y mediano tamaño que vivieron en Sudamérica.

## Características
Los hegetoterios incluyen animales semejantes a los lagomorfos y los roedores por su forma, sistema de locomoción y modo de vida. Muchos de ellos poseían patas traseras largas, que les habrían permitido correr dando grandes pasos. A menudo fueron incluidos en el suborden Typotheria. Exclusivamente sudamericanos, presentan conformaciones para la carrera y el salto con sensible alargamiento de las extremidades posteriores en algunas especies. Sus poblaciones contaban con un número ingente de individuos, siendo algunas de las especies, empleadas por los paleontologos y paleografos, para determinar la época.
Los representantes más tardíos poseían una diastema entre los incisivos y los molares y tanto los incisivos como los molares crecían durante toda la vida (hipselodontes o euhipsodontes).
Aparecieron poco después que los interatéridos, a mediados del Eoceno, y no se extinguieron hasta el Plioceno, hace alrededor de 3 millones de años.

## Diversidad
Animales pequeños poco diversificados en un principio. Se les ha considerado en una posición  basal dentro del orden de los notoungulados y con todas las características de los ungulados primitivos. Pasaron de tener el aspecto y ocupar el nicho ecológico de los damanes, a ser el grupo más abundante en especies, comprendiendo 9 taxones. El clado consta de 13 arqueohirácidos, 5 mesotéridos y 10 hegetotéridos.
Considerados los grupos Mesotheriidae y Hegetotheriidae monofileticos, la diversificación y especializaciones que se produjeron en los Archaeohyracidae fueron adquiridas de forma independiente en las tres familias. Su diversidad de adaptaciones dentales es indicativa de la amplia variedad de nichos herbívoros que llegaron a ocupar. Por su parecido a los Hyracoidea (damanes), muchos fueron bautizados erróneamente con antepasados de éstos:  Acoelohyrax, Archaeohyrax, Archaeotypotherium, Eohyrax, Protarchaeohyrax, Pseudhyrax, entre otros. Hegetotherium presentaba muelas muy simples comparadas con las de los tipoterios.
Pachyrukhos de 30 cm, poseía una cola corta y extremidades posteriores más largas. Andaba a saltos, como hacen los conejos al que se asemejaba en todo, grandes cuencas oculares, incluso los hábitos nocturnos y un oído muy desarrollado, que podía implicar grandes orejas.